# Jules Lefranc
Pour les articles homonymes, voir Lefranc.
Jules Lefranc, né le 12 mai 1887 à Laval et mort le 21 mai 1972 à Villiers-le-Bel, est un peintre français qualifié de naïf.

## Parcours
Jules Lefranc grandit dans la quincaillerie paternelle, s'essaie quelque peu à la peinture dans les années 1902-1906, et poursuit jusqu'en 1928 son activité commerciale. À partir de cette date, il se consacre définitivement à la peinture.
Il habite à Paris, dans le quartier de Belleville, revient parfois dans sa ville natale et se fixe, à la fin de sa vie, aux Sables-d'Olonne où il mourra en 1972, laissant une œuvre considérable de près de mille tableaux.

## Peinture
De nombreux voyages lui fourniront l'occasion de peindre les paysages et les monuments qui l'ont frappé : le château de Josselin ou les nombreuses variantes du Mont-Saint-Michel que l'on connaît de lui. Mais ce sont surtout les évocations du vieux Laval, caractéristiques de sa manière de peindre, que l'on retrouve, des tableaux que Louis Aragon décrivait ainsi : « Il est d'abord le peintre de Laval et d'autres villes où la même douceur française, sous la douceur des toits comme un plumage de pigeon, marie aux pierres anciennes les boutiques et les enseignes colorées d'aujourd'hui ». Il est aussi le peintre de la mer et des choses de la mer, autour de la Chaume et du port des Sables-d'Olonne ou sur la côte atlantique. Une partie importante de son œuvre leur est consacrée : la jetée, la bouée, les mille nuances de l'eau reviennent sans cesse dans la plupart de ses toiles dont la plus célèbre est le Lancement du Normandie, réalisée en 1933.

## Art naïf
La première donation d'œuvres naïves au Musée du Vieux-Château de Laval a été faite par Jules Lefranc de son vivant en 1966. C'est autour de ce premier groupe de toiles que l'actuelle collection s'est peu à peu constituée.